# Maja Poljak
Maja Poljak (Split, 2 de Maio de 1983) é uma ex-voleibolista croata que atuava na posição de central. Atualmente faz parte do Departamento de Eventos da Confederação Europeia de Voleibol, onde leva o esporte para o próximo.

## Clubes
| Clube              | País    | De        | A         |
| ------------------ | ------- | --------- | --------- |
| Mladost Zagreb     | Croácia | 1995-1996 | 1999-2000 |
| Vicenza            | Itália  | 2000-2001 | 2002-2003 |
| Bergamo            | Itália  | 2003-2004 | 2007-2008 |
| Türk Telekom       | Turquia | 2008-2009 | 2008-2009 |
| Vakıfbank Istambul | Turquia | 2009-2010 | 2010-2011 |
| Eczacıbaşı Vitra   | Turquia | 2011-2012 | 2015-2016 |
| Dinamo Moscou      | Rússia  | 2016-2017 | 2016-2017 |

## Títulos
- 2004/2005 CEV Champions League -  Campeã, com Bergamo
- 2006/07 CEV Champions League -  Campeã, com Bergamo
- 2010/11 CEV Champions League -  Campeã, com VakıfBank Türk Telekom
- 2011 Supercopa Turca -  Campeã, com Eczacıbaşı VitrA
- 2011-12 Copa da Turquia -  Campeã, com Eczacıbaşı VitrA
- Campeonato Turco -  Campeã, com Eczacıbaşı VitrA
- 2012 Supercopa Turca -  Campeã, com Eczacıbaşı VitrA
- 2014–15 CEV Champions League -  Campeã, com Eczacıbaşı VitrA
- Campeonato Mundial de Clubes 2015 -  Campeã, com Eczacıbaşı VitrA [1]